# زاندر شيرمان
زاندر شيرمان هو صحفي كندي، ولد في 1986 في District Municipality of Muskoka ‏ في كندا.